# Scobicia chevrieri
Scobicia chevrieri är en skalbaggsart som först beskrevs av Martín Villa Carenzo 1835.  Scobicia chevrieri ingår i släktet Scobicia och familjen kapuschongbaggar. Inga underarter finns listade i Catalogue of Life.

## Bildgalleri

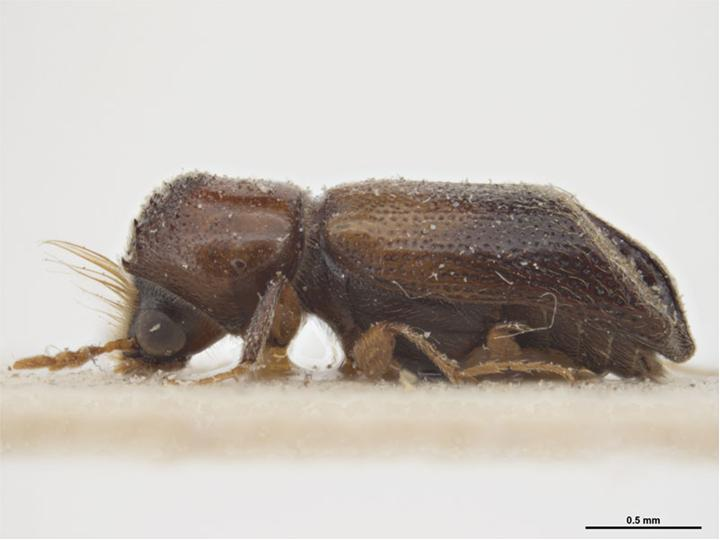